# An die Redaktion «MONITOR»

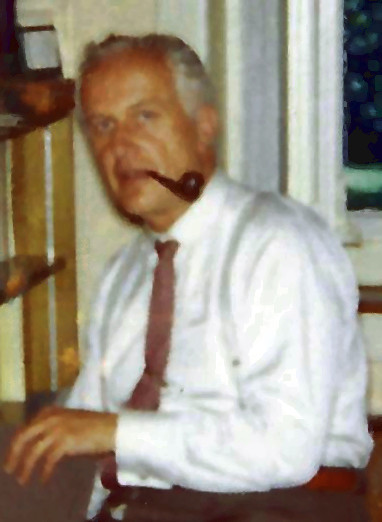
Der Dichterarzt, Privatgelehrte und Politiker Hans Martin Sutermeister (1907–1977)

An die Redaktion «MONITOR» ist ein Brief, den Hans Martin Sutermeister 1975 an die Redaktion der Fernsehsendung Monitor der ARD in Frankfurt sandte. Er wurde im selben Jahr auf Seite 90 des Buches Exportinteressen gegen Muttermilch veröffentlicht. Gerhard Lehmann bezeichnete den Brief als „das wohl bedenklichste Dokument“, das Nestlé im Prozess Nestlé tötet Babys vorgelegt hat. Der Brief wurde als Beispiel für Rassismus und missratene Risikokommunikation rezipiert.

## Inhalt
Mit dem Brief An die Redaktion «MONITOR», datiert auf den 17. November 1975, richtete sich der Schweizer Schriftstellerarzt, Privatgelehrte und Politiker Hans Martin Sutermeister an die Redaktion der Fernsehsendung Monitor der ARD in Frankfurt. Sutermeister äussert sich darin kritisch zu einem Beitrag der Sendung Berichte zur Zeit über den multinationalen Konzern Nestlé. Er bezeichnet die Berichterstattung über den Nestlé-Milchpulverskandal in Afrika als eine absichtliche und böswillige Verzerrung der Tatsachen. Sutermeister hebt die positiven Errungenschaften von Nestlé hervor, insbesondere die Verringerung der Säuglingssterblichkeit und die Versorgung hungernder Kinder nach den Weltkriegen. Gleichzeitig kritisiert er, dass in Ländern der Dritten Welt unsachgemässer Umgang mit Produkten wie Babynahrung herrsche, ohne grundlegende Versorgungsstandards wie sauberes Trinkwasser sicherzustellen:

„Wenn nun heute die ‹befreiten› analphabetischen Niggerregierungen mit Nestlémilch Unfug treiben, ohne zunächst einmal sauberes Trinkwasser zu besorgen, ist das nicht die Schuld der „multinationalen Konzerne“…“

Sutermeister weist Vorwürfe gegen Nestlé zurück und greift dabei den Geistlichen an, der in der Sendung zitiert wurde. Abschliessend fordert Sutermeister rechtliche Konsequenzen für die Redaktion. Er verschickte Kopien des Briefes an die Nestlé AG, an das Berner Obergericht und an die Schweizerische Ärztegesellschaft.

## Beweisurkunde
Nestlé verwendete Sutermeisters Brief vor Gericht gegen die Arbeitsgruppe Dritte Welt Bern (AG3W). Der Verteidiger der AG3W Gerhard Lehmann bezeichnete den Brief in seinem Plädoyer 1976 als „das wohl bedenklichste Dokument, das die Privatklägerin vorgelegt hat“. Lehmann kritisiert, Sutermeister habe sich bedingungslos auf die Seite von Nestlé geschlagen. Sutermeister äussere sich in rassistischer Weise über afrikanische Regierungen und mache sie für den Missbrauch von Nestlé-Produkten verantwortlich. Lehmann betont, dass das Obergericht Bern Sutermeister als Psychopathen eingestuft habe und fragt, wie eine Firma wie Nestlé ein solches Schreiben als Beweisurkunde nutzen könne. Er stellt infrage, wie Nestlé behaupten könne, mit afrikanischen Regierungen gut zusammenzuarbeiten, während sie gleichzeitig Dokumente vorlege, die diese abwerten. Abschliessend hebt er hervor, dass nicht seine Mandanten rassistische Ansichten vertreten, sondern Sutermeister.

„Das Obergericht des Kantons Bern, das eine Kopie dieses Schreibens erhalten hat, wird sich besonders dafür bedanken, hat es doch Dr. Sutermeister als Psychopathen qualifiziert. Nun, daß Sutermeister Rassist ist, wissen wir. Wie aber kommt eine Firma von Weltruf wie die Privatklägerin dazu, derartige Ergüsse zur Beweisurkunde zu erheben? Was für eine Firma ist das, die ständig erklärt, sie verstehe es vorzüglich, mit afrikanischen Regierungen zusammenzuarbeiten und die gleichzeitig diese Regierungen jedoch in Beweisurkunden als «analphabetische Nigger» abstempeln lässt?“

## Rezeption
Die deutsche Schriftstellerin und Journalistin Traude Bührmann bezeichnet Sutermeister 1978 in ihrem Artikel Sterben Kinder durch Nestlé? als „als Rassisten bekannten Schweizer Arzt“. Ihre Einordnung stützt sie auf Sutermeisters Aussage:

„Die Schuld liegt bei den ‚befreiten analphabetischen Nigger-Regierungen, die mit Nestlé-Milch Unfug treiben, ohne zunächst einmal sauberes Trinkwasser zu besorgen‘…“

Bührmann zufolge ist Sutermeisters Aussage nicht nur abwertend, sondern reproduziert kolonialistische Narrative, die afrikanischen Staaten mangelnde Kompetenz und Unfähigkeit unterstellen: Strukturelle Probleme wie Analphabetismus, fehlendes sauberes Wasser und wirtschaftliche Zwänge werde von Akteuren wie Nestlé oft ignoriert oder instrumentalisiert. Sie hebt Sutermeisters Aussage hervor, um aufzuzeigen, wie solche Denkweisen die komplexen Ursachen der Problematik vereinfachen und rassistische Vorurteile perpetuieren.
Auch die indische Zeitschrift Yojana zitierte den Begriff „Niggerregierungen“, mit dem Sutermeister abwertend Regierungen in ehemaligen Kolonien bezeichnete, denen er die Verantwortung für unsachgemäßen Umgang mit Nestlé-Milchpulver zuschrieb:

“Nestle, on its part, fought back gallantly. But some of their supporters jumped overboard in their efforts to be more loyal than the king himself. Thus, one expert called to testify on their behalf told the court: “If today the ‘liberated’ nigger governments (Niggerregierungen was the word used by the kind doctor), fool with Nestle milk without first even providing clean drinking water, this is not the fault of the multinational corporations…””

## Missratene Risikokommunikation
Otto-Peter Obermeier (1999) zitiert den einen Satz als Beispiel missratener Risikokommunikation:

„Und in einem Beweisdokument der Nestlé AG lesen wir die von einem Arzt für Allgemeinmedizin verfaßten Zeilen: »Wenn nun heute die befreiten, analphabetischen Niggerregierungen mit Nestlémilch Unfug treiben, ohne zunächst einmal sauberes Trinkwasser zu besorgen, ist das nicht die Schuld der ›multinationalen Konzerne‹«. Das letzte Zitat kennzeichnet zugleich die ursprüngliche Legitimationsstrategie von Nestlé. Das haben wir immer so gemacht, wir haben die Sachautorität und die Fachkenntnisse. Wir liefern einwandfreie Produkte. Die Schuld liegt quasi bei den Opfern, wie dies das Zitat auch ausdrückt.“

Auch Norbert Baumgärtner (2006) zitiert den Satz als Beispiel missratener Risikokommunikation:

„Als Nestlé wegen seiner Exportpraktiken von Säuglings-Trockenmilch in Länder der Dritten Welt, die für diese Ernährungsform nicht die erforderlichen hygienischen Standards bereitstellen können, in die öffentliche Diskussion geriet, wusste ein für den Konzern arbeitender Allgemeinarzt dies wie folgt zu kommentieren: „Wenn nun heute die befreiten, analphabetischen Niggerregierungen mit Nestlémilch Unfug treiben, ohne zunächst einmal sauberes Trinkwasser zu besorgen, ist das nicht die Schuld der ‚multinationalen Konzerne‘.“ (zitiert nach Obermeier 1999b, S. 180).“